# Bada alla tua pelle, Spirito Santo!
Bada alla tua pelle, Spirito Santo! è un film western del 1972 diretto da Roberto Mauri con protagonista Vassili Karis, interprete del personaggio Spirito Santo.
Bada alla tua pelle, Spirito Santo! è il secondo film della "trilogia dello Spirito Santo" creata da Mauri, preceduto da ...e lo chiamarono Spirito Santo del 1971 e seguito da Spirito Santo e le cinque magnifiche canaglie del 1972.

## Trama
Il tenente dell'esercito Albert Donovan, detto Spirito Santo scopre che i carichi d'oro trasportato dell'esercito da Fort Phoenix vengono regolarmente rubati e sostituiti con lingotti falsi. Incaricato di individuare i responsabili e recuperare la refurtiva, fa conoscenza dell'indiana Suomi in un ranch, dopo aver salvato il padre della ragazza dalle molestie di due pistoleri perché sposato con un'indiana.
Spirito Santo se ne innamora e promette di ritornare a farle visita. Dopo varie ricerche, si rende conto che la sostituzione dell'oro avviene nello stesso Fort Phoenix, dove scopre che il colonnello responsabile del carico è in realtà un criminale di nome John Mills, che ha ucciso il vero colonnello ed è l'autore dei furti assieme a complice travestito da sergente. Scoperti, i due criminali rinchiudono Spirito Santo nelle prigioni del forte, ma Spirito Santo riesce a fuggire uccidendo il sergente che voleva assassinarlo e inseguendo il finto colonnello fino ad una baracca isolata. Dopo una sparatoria uccide il criminale e scopre che tutti i carichi d'oro rubati sono custoditi all'interno dell'abitazione.
Durante il ritorno al forte incontra la banda di Diego d'Asburgo, un bandito che sostiene di essere discendente dell'imperatore del Messico Massimiliano D'Asburgo-Lorena e che è alla ricerca dell'oro rubato. Il suo gruppo di fuorilegge è composto da un garibaldino costretto a lasciare la Sicilia dopo un delitto d'onore, un irlandese chiamato Caccola, un prete che ha lasciato lo stato sacerdotale e il Pirata, sostenitore di essere discendere dal corsaro Henry Morgan.
Suomi assiste alla cattura di Donovan da parte del gruppo e sotto l'interrogatorio, Spirito Santo comunica una falsa pista che verrà seguita dalla maggior parte dei banditi. Durante l'assenza di Diego, il padre di Suomi libera Spirito Santo, che si precipita al forte ordinando un'imboscata ai criminali. Dei banditi solo Diego riesce a fuggire, che si nasconde nell'abitazione della ragazza indiana, prendendola in ostaggio assieme alla madre. Riportato al forte i carichi d'oro rubati, Spirito Santo raggiunge l'abitazione di Suomi dove viene sorpreso da Diego, ma salvato nuovamente dal padre della ragazza.